# Lijst van gemeentelijke monumenten in Apeldoorn (gemeente)
De gemeente Apeldoorn heeft 816 gemeentelijke monumenten. Hieronder een overzicht. 

## Apeldoorn
De plaats Apeldoorn kent 671 gemeentelijke monumenten. Zie de Lijst van gemeentelijke monumenten in Apeldoorn (plaats).

## Beekbergen
De plaats Beekbergen kent 25 gemeentelijke monumenten. Zie de Lijst van gemeentelijke monumenten in Beekbergen.

## Beemte Broekland
De plaats Beemte Broekland kent 5 gemeentelijke monumenten:
| Object                              | Bouwjaar | Architect | Locatie           | Coördinaten                   | Nr.         | Afbeelding                          |
| ----------------------------------- | -------- | --------- | ----------------- | ----------------------------- | ----------- | ----------------------------------- |
|                                     |          |           | Beemterweg 70     | 52° 15' 17" NB, 6° 1' 19" OL  | 0200/WN1114 |                                     |
| Schuurberg                          |          |           | Broeklanderweg    | 52° 16' 2" NB, 6° 0' 39" OL   | 0200/WN1115 | Upload foto                         |
| Woonhuis                            |          |           | Broeklanderweg 91 | 52° 15' 32" NB, 6° 1' 54" OL  | 0200/WN1116 | Woonhuis                            |
| Woonhuis                            |          |           | Broeklanderweg 93 | 52° 15' 32" NB, 6° 1' 54" OL  | 0200/WN1117 | Woonhuis                            |
| Boerderij, stal, delen erf, mestbak |          |           | Kanaal Noord 450  | 52° 15' 18" NB, 5° 58' 58" OL | 0200/WN1118 | Boerderij, stal, delen erf, mestbak |

## Hoenderloo
De plaats Hoenderloo kent 15 gemeentelijke monumenten in de gemeente Apeldoorn. Zie de Lijst van gemeentelijke monumenten in Hoenderloo.

## Hoog Soeren
De plaats Hoog Soeren kent 17 gemeentelijke monumenten. Zie de Lijst van gemeentelijke monumenten in Hoog Soeren.

## Klarenbeek
De plaats Klarenbeek kent 6 gemeentelijke monumenten in de gemeente Apeldoorn. Zie de lijst van gemeentelijke monumenten in Klarenbeek.

## Lieren
De plaats Lieren kent 11 gemeentelijke monumenten, zie de Lijst van gemeentelijke monumenten in Lieren.

## Loenen
De plaats Loenen kent 13 gemeentelijke monumenten. Zie de Lijst van gemeentelijke monumenten in Loenen (Apeldoorn).

## Radio Kootwijk
De plaats Radio Kootwijk kent 15 gemeentelijke monumenten. Zie de Lijst van gemeentelijke monumenten in Radio Kootwijk.

## Uddel
De plaats Uddel kent 12 gemeentelijke monumenten. Zie de Lijst van gemeentelijke monumenten in Uddel.

## Ugchelen
De plaats Ugchelen kent 6 gemeentelijke monumenten. Zie de Lijst van gemeentelijke monumenten in Ugchelen.

## Wenum-Wiesel
De plaats Wenum-Wiesel kent 20 gemeentelijke monumenten. Zie de Lijst van gemeentelijke monumenten in Wenum-Wiesel.
Aalten · 
Apeldoorn · 
Arnhem · 
Barneveld · 
Berkelland · 
Beuningen · 
Bronckhorst · 
Brummen · 
Buren · 
Culemborg · 
Doesburg · 
Doetinchem · 
Druten · 
Duiven · 
Ede · 
Elburg · 
Epe · 
Ermelo · 
Groesbeek · 
Harderwijk · 
Hattem · 
Heerde · 
Heumen · 
Lingewaard · 
Lochem · 
Maasdriel · 
Montferland · 
Neder-Betuwe · 
Nijkerk · 
Nijmegen · 
Nunspeet · 
Oldebroek · 
Oost Gelre · 
Oude IJsselstreek · 
Overbetuwe · 
Putten · 
Renkum · 
Rheden · 
Rozendaal · 
Scherpenzeel · 
Tiel · 
Ubbergen · 
Voorst · 
Wageningen · 
West Betuwe · 
West Maas en Waal · 
Westervoort · 
Wijchen · 
Winterswijk · 
Zaltbommel · 
Zevenaar · 
Zutphen